# Gloria Asumnu
Gloria Asumnu (* 22. Mai 1985 in Houston, Vereinigte Staaten) ist eine nigerianische Leichtathletin, die auf den Sprint spezialisiert ist. Sie ist in den USA geboren und aufgewachsen, kehrte aber 2011 in ihr Heimatland zurück. Nach den Weltmeisterschaften 2013 in Moskau sagte sie, dass es ein Fehler war, für Nigeria zu starten. Vom nigerianischen Verband wurde sie wegen „renitentem“ Verhalten im Anschluss an die WM für sechs Monate gesperrt.

## Persönliche Bestleistungen

### Freiluft
- 100 m: 11,03, 24. Mai 2008, Clermont
- 200 m: 22,70, 26. Mai 2007, Columbia

### Halle
- 50 m: 6,22, 20. Januar 2012, New York City
- 55 m: 6.87, 1. Dezember 2007, Jonesboro
- 60 m: 7,07, 3. März 2012, Birmingham
- 200 m: 23.72, 24. Februar 2007, Houston